# Лита, Лерой
Лерой Халиру Бухари Лита (англ. Leroy Haliroi Buhari Lita, род. 28 декабря 1984 года, Киншаса, Заир) — английский футболист конголезского происхождения, нападающий клуба «Илкестон Таун». Бронзовый призер молодежного чемпионата Европы 2007 года.

## Карьера

### «Бристоль Сити»
Лерой Лита родился в Киншасе, Заир и бежал оттуда вместе с семьей во время революции 1997 года.
Лита — воспитанник «Челси» — впервые вышел на поле в 2002 году в составе клуба «Бристоль Сити». Сыграв в Лиге 2 85 матчей и забив 31 гол, он впервые привлек внимание скаутов сборной Англии.

### «Рединг» и аренды
В 2005 году Лита перешел в «Рединг» за миллион евро. В первом сезоне — 2005/2006- Лита забил 11 голов, и в результате команда выиграла Чемпионшип с рекордным результатом в 106 очков и впервые за 84 года получила право выступать в Премьер-лиге. Первый гол в ней Лерой забил в ворота «Челси» на Стэмфорд Бридж. Клуб остался в ней на 2 сезона, а Лита сыграл в ней 47 матчей и забил 8 голов. Но потом Лита стал меньше появляться в основе, и был в течение двух сезонов два раза отдан в аренду к соседям по лиге — сначала в «Чарльтон Атлетик», а затем — в «Норвич».

### «Мидлсбро»
В 2009 году «Мидлсбро» подписал Литу на правах свободного агента. Игрок оказался важным игроком основы и сыграл 78 матчей, забив 20 голов.
В матче против своего бывшего клуба — «Бристоль Сити» — 15 января 2011 года Лита забил 2 гола. Но празднование дубля было очень бурным: Лерой снял майку и начал насмешливо праздновать гол, встав рядом с трибуной болельщиков «Бристоля». Судья дал ему желтую карточку. Болельщики были разъярены таким отношением, и Лита по своей инициативе дал интервью сайту клуба, где просил прощения у фанатов бывшего клуба.

### «Суонси» и аренды
«Суонси», новоиспеченный участник Премьер-лиги, решил усилиться Литой и купил его за 1,75 млн евро. Первый гол он забил 17 сентября 2011 года против «Уэст Бромвича». Первой арендой из «Суонси» стала поездка в Бирмингем. Арендное соглашение с «Бирмингем Сити» должно было продлиться 3 месяца, но из-за травмы его пришлось завершить досрочно. В 2013 году Лита ушел в аренду в «Шеффилд Уэнсдей». Лита часто забивал, и в итоге за 17 матчей нападающий поразил ворота 7 раз. После «сов» Лита оказался в аренде в «Брайтоне», где сыграл 5 матчей и забил единожды.

### «Барнсли» и аренда в «Ноттс Каунти»
9 августа 2014 года Лерой Лита перешел в клуб «Барнсли».
В марте 2015 года было подписано арендное соглашение с «Ноттс Каунти» до конца сезона.

### Последующая карьера
После «Барнсли» в 2015 году нападающий стал постоянно скитаться по клубам. Лита впервые переезжает играть за границей Англии, перейдя в клуб греческой Футбольной лиги «АО Ханья». В 2016 году на сезон Лита перешел в клуб «Йовил Таун».
В 2017 году Лерой Лита переходит в тайский клуб «Сисакет», где сыграл 21 матч и забил 5 голов.
Затем Лита играл в различных английских полупрофессиональных любительских клубах — «Маргейт» и «Солсбери».
В августе 2019 года 34-летний Лита объявил о завершении карьеры, но не сдержал слово и перешел в клуб «Челмсфорд Сити». В середине 2020 года Лита снова сменил клуб, перейдя в «Нанитон Боро».

## Карьера в сборной
Лерой Лита изначально хотел выступать за страну рождения — Демократическую Республику Конго, но когда получил предложение из английской юниорской сборной, передумал и принял его.
Лита впервые был вызван в состав молодежной сборной Англии по футболу в 2005 году, дебютировал в матче против Нидерландов (1:2) и успел сыграть 3 матча, будучи уже основным игроком «Рединга» — клуба АПЛ.
Далее в его карьере последовал молодежный Чемпионат Европы-2007, проходивший в Нидерландах. Для Литы лично он стал очень успешным — он сыграл во всех матчах и забил 3 гола, что обеспечило ему второе место в гонке бомбардиров. В том чемпионате сборная Англии завоевала бронзу, проиграв хозяевам и будущим чемпионам турнира — Нидерландам — в серии пенальти (13:12); Лита был заменен и в ней не участвовал. По результатам турнира Лерой попал в символическую сборную турнира.